# David Gledhill
David Gledhill (Londres, 1929) es un botánico británico. Anteriormente fue profesor titular, en el Departamento de Botánica de la Universidad de Bristol y curador del Jardín Botánico de dicha Universidad.

## Algunas publicaciones
- david Gledhill. 1981. One hundred years of University botanic gardens. Volumen 41 de Proc. of the Bristol Naturalists' Society

### Libros
- david Gledhill. 2003. The Names of Plants. Ed. Cambridge University Press; 3ª ed. 336 pp. ISBN 0-521-52340-0 4ª edición ilustrada, y revisada. Editor	Cambridge Univ. Press, 426 pp. ISBN 0521866456 en línea

- ---------------------. 1972. West African trees. West African nature handbooks. Edición ilustrada de Longman, 72 pp. ISBN 0582604273

- ---------------------. 1962. Check list of the flowering plants of Sierra Leone. Editor Dept. of Botany, Fourah Bay College, 38 pp.

## Honores

### Epónimos
- (Asteraceae) Bidens gledhillii T.G.J.Rayner[1]

- (Malvaceae) Pavonia × gledhillii Cheek[2]
- La abreviatura «Gledhill» se emplea para indicar a David Gledhill como autoridad en la descripción y clasificación científica de los vegetales.[3]